# Jean Spiropoulos
Jean Spiropoulos, eigenlijk Ioannis Georgiou Spyropoulos (Grieks: Ιωάννης Σπυρόπουλος) (Nauplion, 16 oktober 1896 - Athene 7 augustus 1972), was een Grieks hoogleraar internationaal recht en rechter aan het Internationale Gerechtshof.

## Levensloop
Spiropoulos ging naar school in Hamburg, Zürich, Lausanne en Lugano en studeerde daarna van 1917 tot 1920 aan de Universiteit Zürich en vanaf 1921 aan de Universiteit Leipzig, waar hij in 1922 promoveerde op het thema luchtruim als deel van het nationale grondgebied. Hetzelfde jaar werd hij assistent aan het instituut voor internationaal recht van de Christian Albrechts Universiteit in Kiel. Hier werd hij in 1925 sectieleider en twee jaar later privaatdocent.
In 1928 werd hij hoogleraar internationaal recht aan de Aristoteles-universiteit van Thessaloniki en van 1939 tot 1958 onderwees hij aan de Universiteit van Athene. Daarnaast gaf hij in 1928 onderricht aan de Haagsche Academie voor Internationaal Recht
Van 1949 tot 1957 was hij lid van de Commissie voor Internationaal Recht van de Verenigde Naties en aansluitend was hij van 1958 tot 1967 rechter aan het Internationale Gerechtshof in Den Haag. Ervoor had hij al twee maal eerder gediend als ad-hocrechter voor het Gerechtshof.
Spiropoulos was vanaf 1950 lid van het Institut de Droit International en was sinds 1955 verbonden aan de Academie van Athene.

## Werk (selectie)
- 1922: Ausweisung und Internierung feindlicher Staatsangehöriger, Leipzig
- 1926: Die de facto-Regierung im Völkerrecht, Kiel
- 1928: Die allgemeinen Rechtsgrundsätze im Völkerrecht, Kiel
- 1928: Théorie générale du droit international, Parijs
- 1933 Traité théorique et pratique du droit international public, Parijs

- CiNii: DA07876368
- Gemeinsame Normdatei: 102014124
- International Standard Name Identifier: 0000 0000 8133 7860
- Library of Congress Control Number: n88002283
- Nationale Bibliotheek van Israël: 987007275821105171
- Nederlandse Thesaurus van Auteursnamen: 175807949
- Réseau des bibliothèques de Suisse occidentale: 02-A003853950
- SNAC: w6hk09qg
- Système universitaire de documentation: 08568631X
- Virtual International Authority File: 54527790
- WorldCat: E39PBJmXF9ptyWyfVwXdwr3G73